# Allmannsdorf (Konstanz)

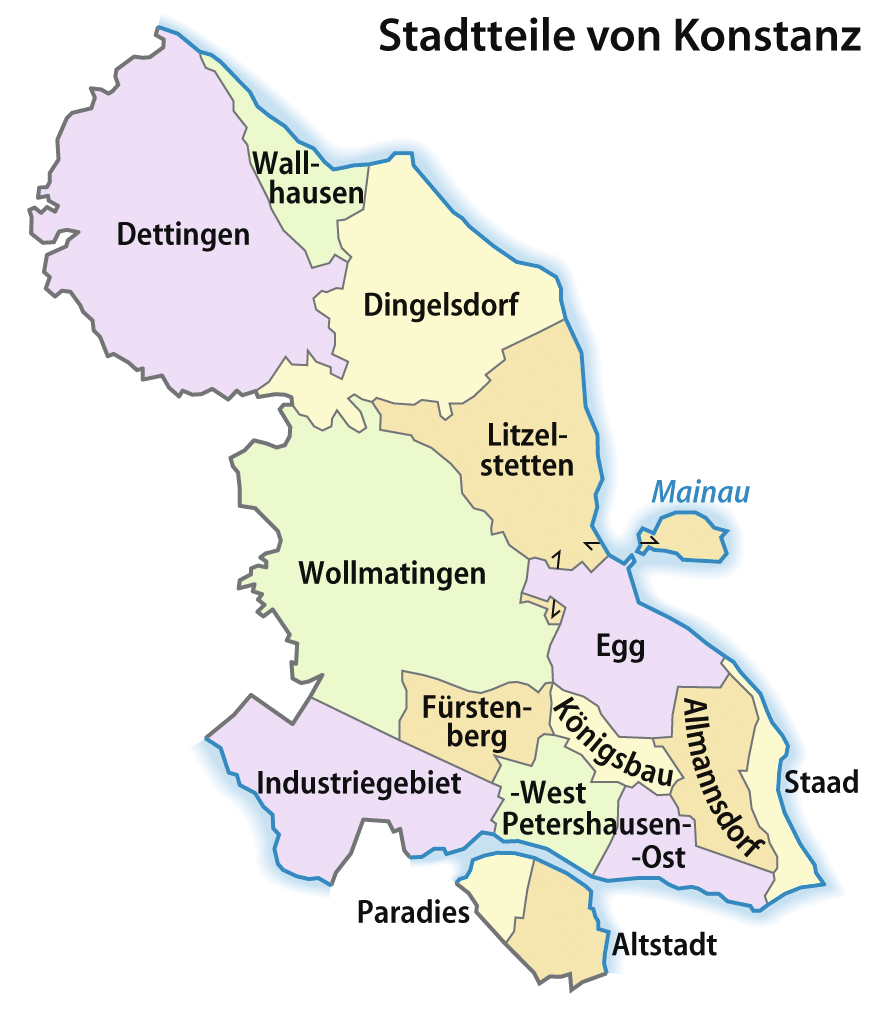
Allmannsdorf als Verwaltungsbezirk von Konstanz

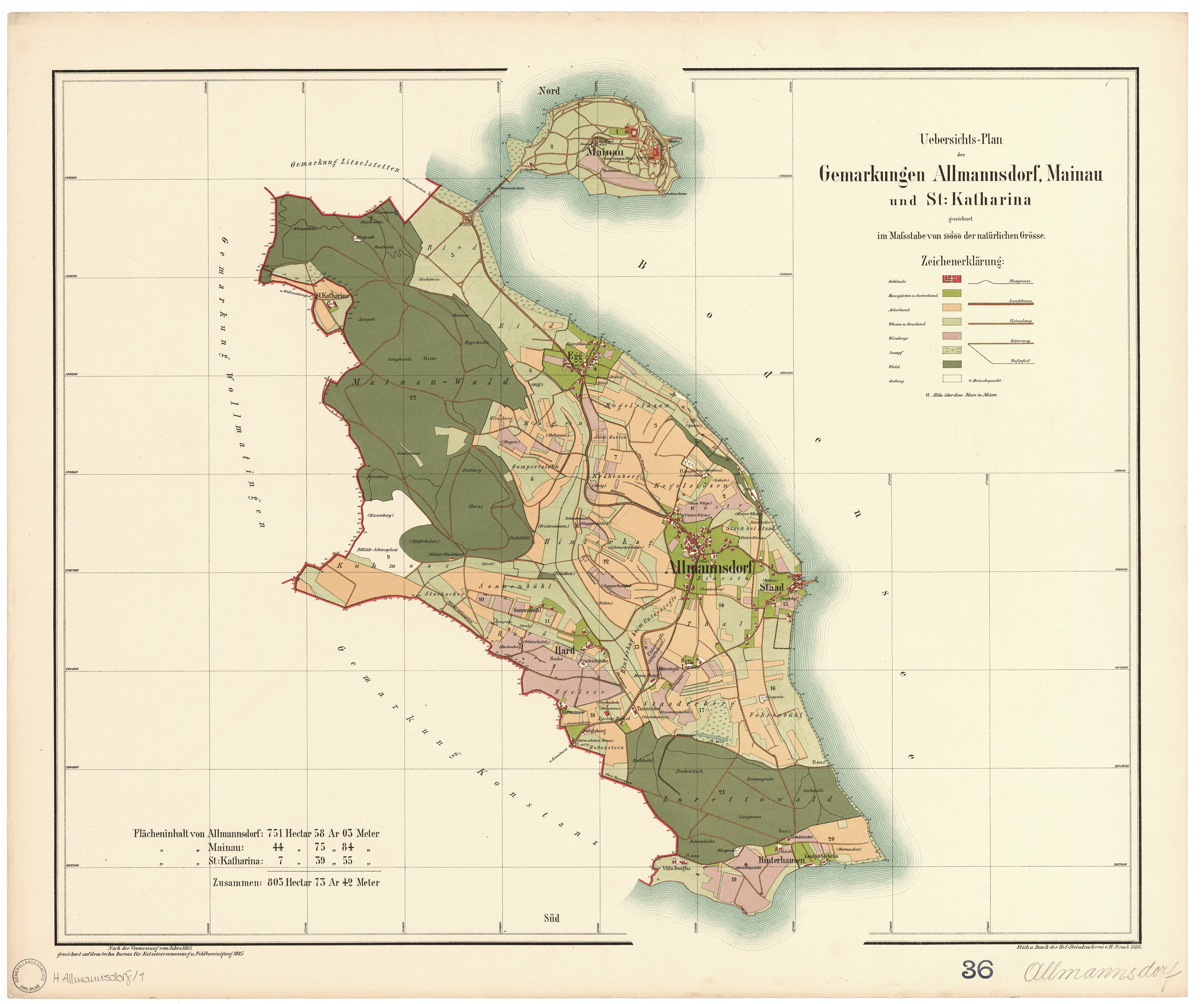
Gemarkungsplan von 1885 zeigt auch die Insel Mainau und das Kloster St. Katharinen als eigene Gemarkungen neben Allmannsdorf, mit separat nachgewiesenen Flächenangaben

Allmannsdorf, früher ein eigenständiges Dorf und Vorort von Konstanz am Bodensee, ist heute ein rechtsrheinischer Verwaltungsbezirk von Konstanz westlich oberhalb vom Konstanzer Stadtteil Staad auf einem Höhenrücken. Der Bezirk entstand aus der flächenmäßig größeren ehemaligen Gemeinde, die am 1. Januar 1915 eingemeindet wurde. Der Stadtteil hatte im Jahr 2023 5.416 Einwohner.

## Geschichte

### Ehemalige Gemeinde Allmannsdorf
Allmannsdorf gehörte ab 1272 zur Landschaft Mainau der Deutschordens-Kommende Mainau. Im Jahr 1806 wurde der Deutsche Orden in den mit Frankreich verbündeten deutschen Staaten säkularisiert. Die Besitztümer (Land oder Vermögen) fielen an das Großherzogtum Baden. Von 1806 bis 1914 gehörten zur Gemeinde Allmannsdorf auch die heutigen Konstanzer Verwaltungsbezirke Staad (Konstanz), Egg (mit der Insel Mainau und dem früheren Kloster St. Katharinen), Königsbau und der größere Teil von Petershausen-Ost.

### Eingemeindung zu Konstanz
Der Vertrag zur Eingemeindung zur Stadt Konstanz wurde Anfang 1914 geschlossen, im Juni 1914 durch das Innenministerium genehmigt und trat zum 1. Januar 1915 in Kraft. Allmannsdorf behielt seinen eigenen Friedhof, den Allmannsdorfer Friedhof.

## Bevölkerung
- 1806: (Gemeinde Allmannsdorf mit Staad, Egg mit Mainau, Königsbau und dem größeren Teil von Petershausen-Ost): 670 Seelen[6]
- 1843: 683 Einwohner durch steigende Geburtenraten und Zuzüge.[7]
- 1990: 4.221[8].
- 1995: 4.742
- 2000: 4.859
- 2005: 5.158
- 2010: 5.268
- 2018: 5.341[9]

## Bauten
Ein markantes Gebäude ist der auch vom Bodensee weithin sichtbare Otto-Moericke-Turm, ehemals der Staader Wasserturm, heute die Jugendherberge Konstanz.
Die Loretto-Kapelle wurde 1638 erbaut als Dank für den Abzug der Schweden 1633 im Dreißigjährigen Krieg; bei ihr zu finden ist ein „Loretto-Kreuz“, ein großes Flurkreuz, errichtet 1587 in der Nähe seines heutigen Standorts vom Deutschordensritter Georg von Gemmingen zur Markierung des Deutschordensgebiets. Heute bekundet das Wegkreuz die Freundschaft zu Konstanz' französischer Partnerstadt Fontainebleau; Erinnerungstafeln an der Sandsteinsäule bezeugen das zehnjährige Bestehen der Städtepartnerschaft 1970. Darüber hinaus sind drei Bildsäulen von 1657 sowie ein „Holzmarterl“ von 1914 zur Kapelle arrondiert.
Im Turm der Kirche St. Georg in Allmannsdorf hängt neben vier anderen Kirchenglocken eine Glocke aus dem 13. Jahrhundert.
Die evangelische Kreuzkirche (1956) ist ein Beispiel der Nachkriegsmoderne, mit einer Fassadenverkleidung aus gelbem Klinker.

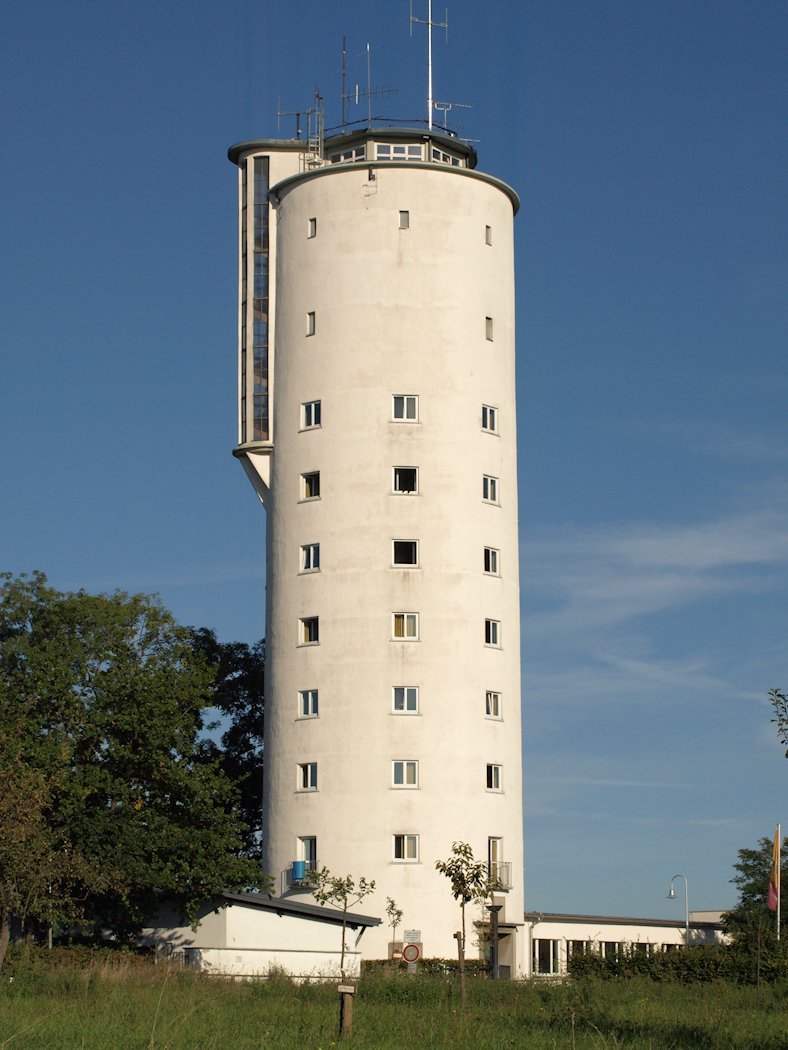
Otto-Moericke-Turm
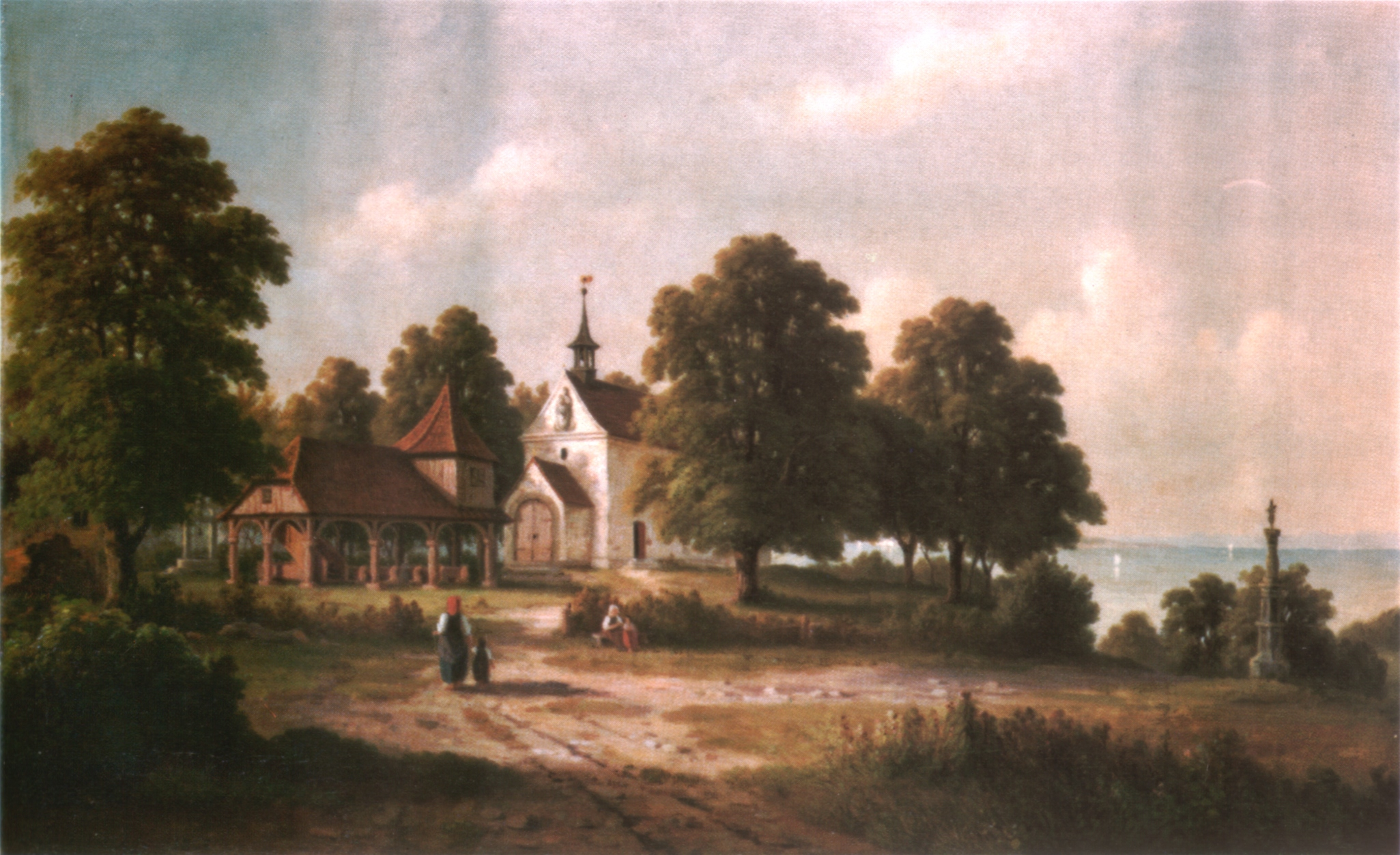
Loretto-Kapelle (Joseph Moosbrugger, 1865)
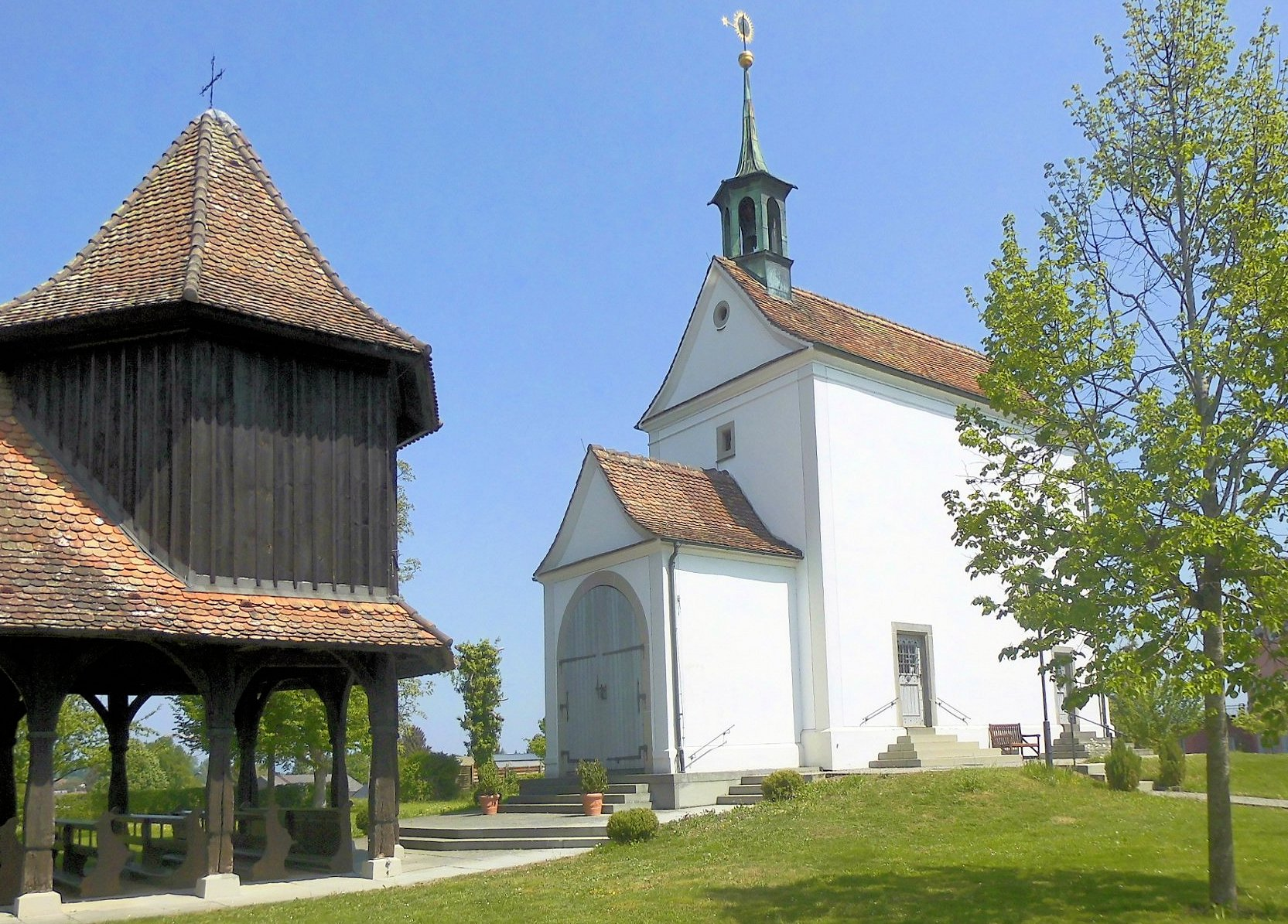
Loretto-Kapelle (2018)
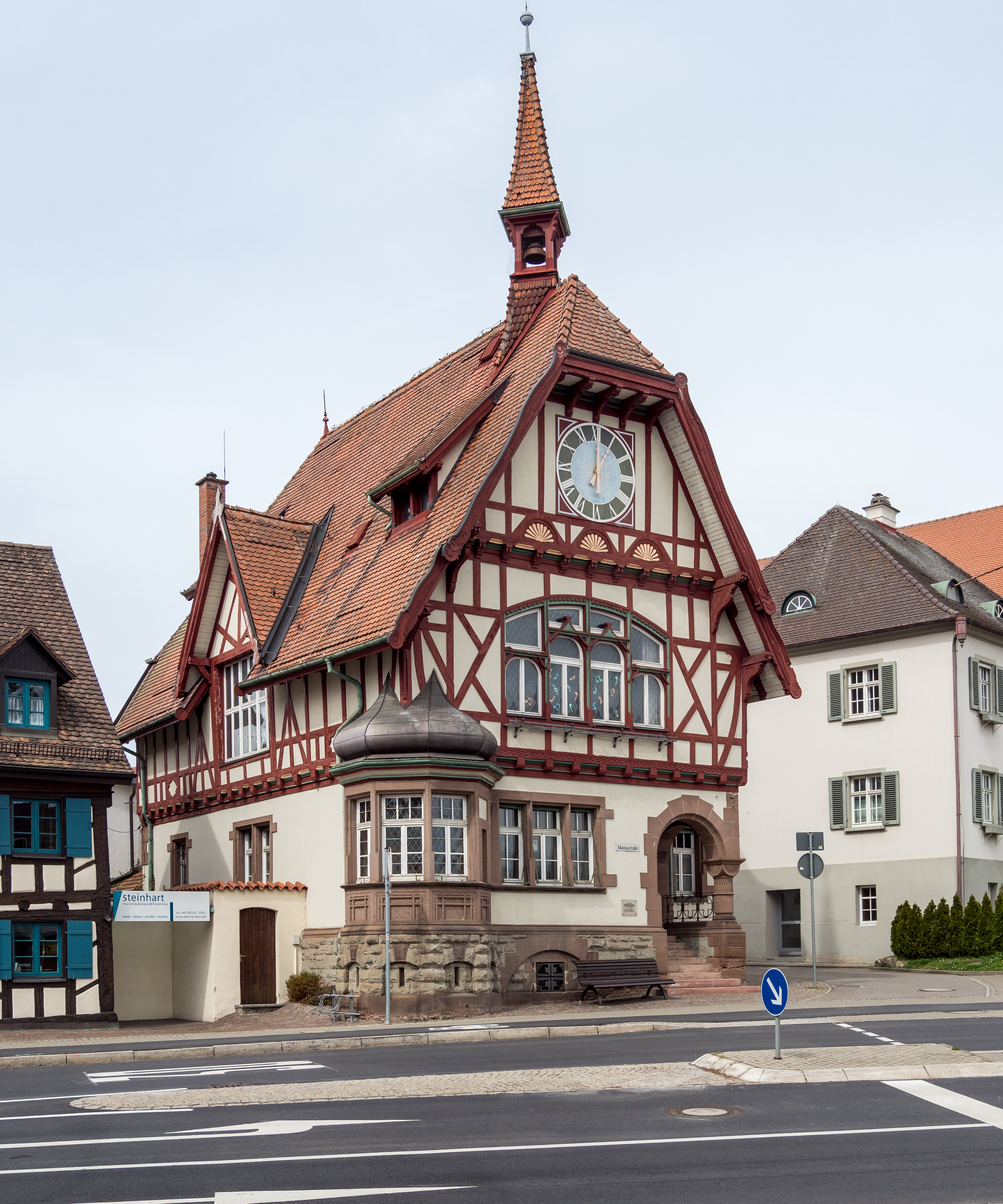
Rathaus
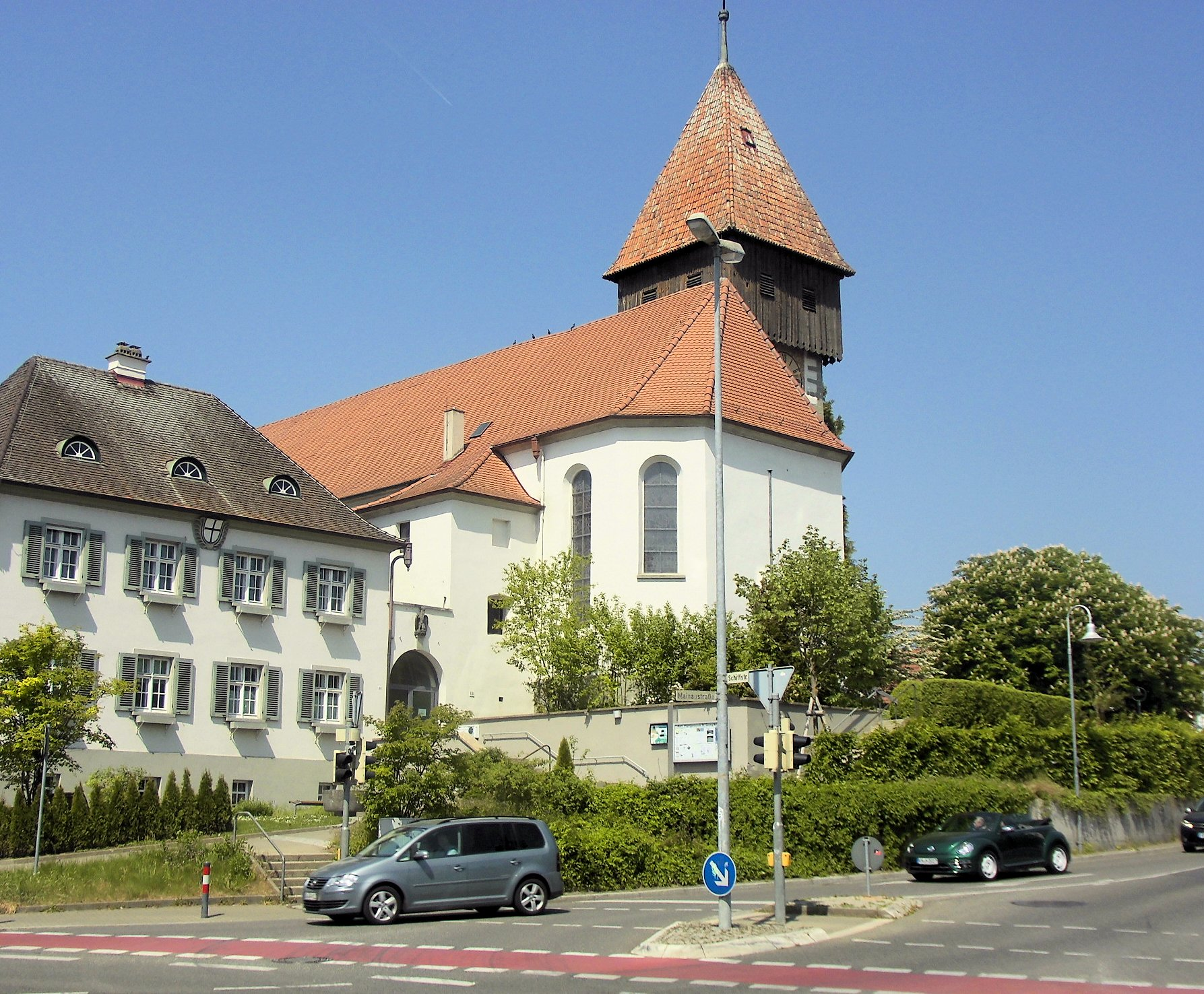
St. Georg
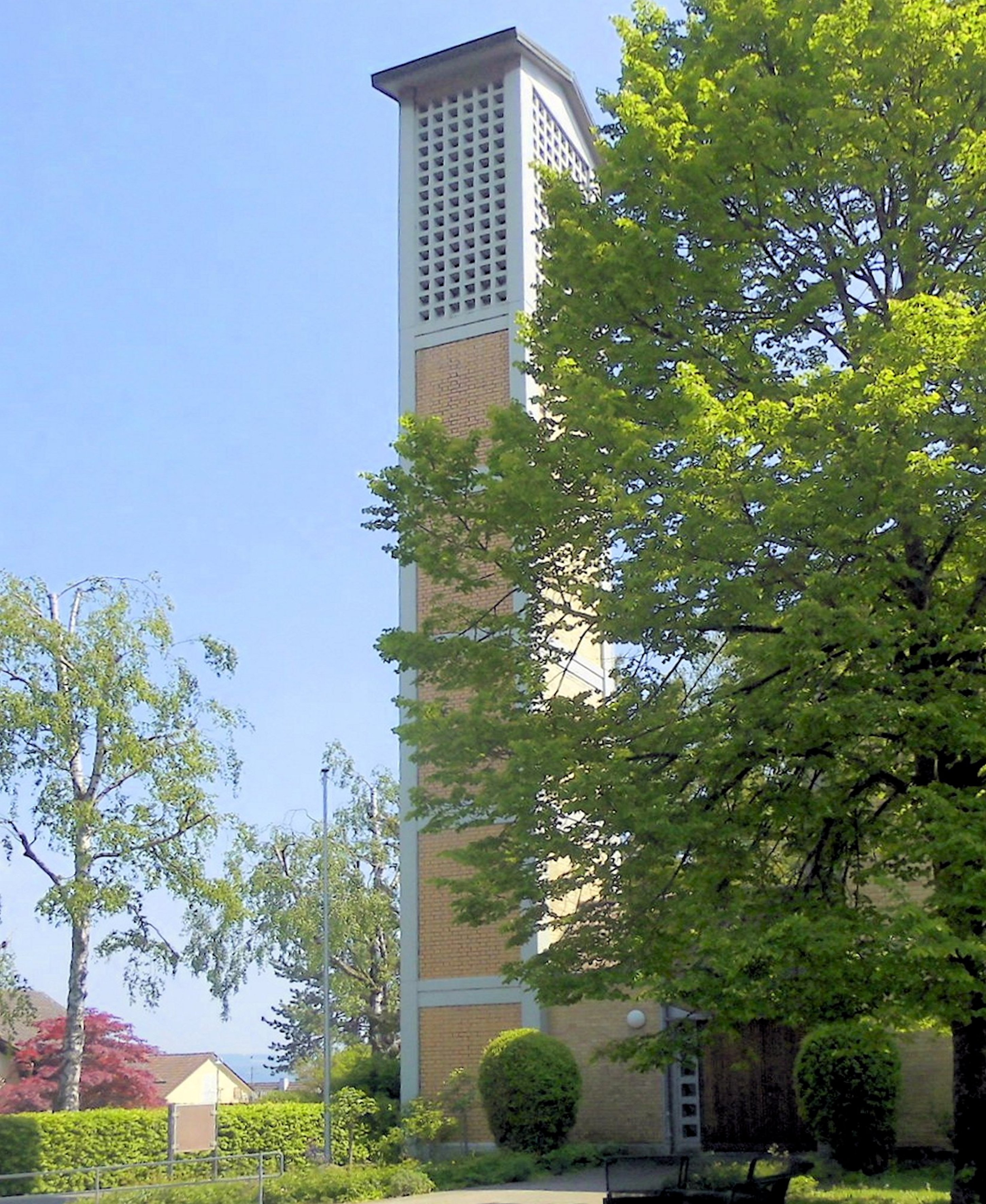
Kreuzkirche